# San Miguel Peras
San Miguel Peras es una comunidad en el municipio de San Miguel Peras en el estado de Oaxaca. San Miguel Peras está a 2080 metros de altitud. 

## Geografía
Está ubicada a 16° 33' 41.04"  latitud norte y 97° 0' 13.32"  longitud oeste.

## Población
Según el censo de población de INEGI del 2010: la comunidad cuenta con una población total de 1169 habitantes, de los cuales 618 son mujeres y 551 son hombres. Del total de la población 19 personas hablan alguna lengua indígena.

## Ocupación
El total de la población económicamente activa es de 294 habitantes, de los cuales 236 son hombres y 58 son mujeres.